# Luis Molina (friidrottare)
Luis Molina, född 7 mars 1988, är en argentinsk friidrottare. Han deltog vid olympiska sommarspelen 2016.